# Basket Navarra Club
El Basket Navarra Club (BNC), fue un equipo de baloncesto español con sede en la ciudad de Pamplona, Navarra y que llegó a competir en la LEB Oro, la segunda máxima categoría del baloncesto nacional.
El equipo vestía de color rojo y disputaba sus encuentros en el Pabellón Arrosadía, con capacidad para unos 1500 espectadores.
Su mascota era el oso Ronky, quien con el dorsal número 00 a la espalda hacia las delicias de grandes y pequeños durante los partidos que el equipo navarro disputaba en su pista.

## Historia
Basket Navarra Club se fundó en 2007 como fruto de la unificación de todos los esfuerzos por devolver al baloncesto masculino navarro al lugar más alto posible. Con el nombre de HNV Consmetal Navarra comenzó su andadura en la liga LEB Bronce, llegando a disputar un play-off de ascenso en el que cayó eliminado ante el Club Baloncesto Guadalajara.
En 2008, la valiente apuesta de la directiva y los patrocinadores del club se tradujo en la invitación de la Federación Española de Baloncesto para disputar la LEB Plata. Tras una gran temporada en la que el equipo terminó 6.º, se alcanzó el play-off de ascenso, pero se cayó ante el Club Bàsquet Tarragona. Un año después se dio un paso más, se terminó la Liga Regular en la 4.ª posición y se alcanzaron las semifinales de la fase de ascenso tras derrotar en cuartos al Plasencia Extremadura, aunque el equipo volvió a caer, esta vez frente al CB Tíjola. Posteriormente se logró, por fin, una plaza en la LEB Oro, categoría en la que se debutó en el año 2010.
Tras una fantástica primera temporada en LEB Oro, el Basket Navarra, ya bajo el nombre de Grupo Iruña Navarra, alcanzó el play-off de ascenso a la Liga ACB. Los navarros terminaron la Liga Regular en la 8.ª posición y cayeron eliminados ante el Ford Burgos en el cuarto partido de los cuartos de final de la fase, después de plantar cara a su rival en un pabellón Anaitasuna abarrotado, y aupado principalmente por peñas de animación como la ya extinguida "Alerta Roja".
Los navarros fueron el equipo revelación en la temporada 2011-2012, finalizando en el 3.º puesto y superando en cuartos de final del play-off de ascenso a la máxima categoría del baloncesto español al UB La Palma y viéndose superado en semifinales por el Menorca Bàsquet.
Tras dos temporadas muy exitosas, Planasa Navarra mantuvo la categoría con apuros en la temporada 2012-2013. Al año siguiente, el equipo cuajó una mala actuación durante todo el curso, cambio de entrenador incluido (Ángel González Jareño fue sustituido por su segundo, Sergio Lamúa) y terminó descendiendo, si bien finalmente logró mantenerse en LEB Oro. El club decidió hacer borrón y cuenta nueva de cara a la siguiente temporada, con Lamúa repitiendo en el banquillo y con una renovación total de la plantilla con el objetivo de no pasar los apuros del curso anterior y, por qué no, pensar en cotas más altas. El equipo terminó la campaña 2014-2015 en la 7.ª posición y alcanzó el tercer play-off de ascenso a la Liga ACB de su corta historia. En la fase final, Planasa Navarra cayó en cuartos ante el Club Baloncesto Valladolid.
Al año siguiente, en la temporada 2015-16, el equipo realizó una temporada muy irregular. A pesar de cuajar un inicio correcto, una mala racha a mediados de la campaña (incluso se cambió de entrenador: Carlos Frade sustituyó a Sergio Lamúa al frente del banquillo) desembocó en el descenso del equipo a LEB Plata. Bajo una nueva denominación, ahora como Basket Navarra, el club inició en la temporada 2016-2017 un nuevo proyecto en la tercera máxima categoría del baloncesto nacional, tras seis años consecutivos en la LEB Oro.
El 28 de junio de 2023, tras tres años de búsqueda de patrocinador y de encuentros con el Gobierno de Navarra, la directiva anunció la decisión de no inscribirse en la LEB Plata la temporada siguiente. De esta manera, motivado por la falta de  apoyos de empresas e instituciones motivarían la desapareción del equipo de baloncesto más grande de Navarra.

## Denominaciones
- HNV Consmetal Navarra (2007-2008)
- HNV Duar Navarra (2008-2009)
- Grupo Iruña Navarra (2009-2012)
- Planasa Navarra (2012-2016)
- KIA Sakimóvil Basket Navarra (2016-2017)
- Basket Navarra (2017-2020)
- ENERParking Basket Navarra (2020-2023)

## Trayectoria
| Temporada | Nivel | División   | Pos. | Postemporada                 | TR    | PO  |
| --------- | ----- | ---------- | ---- | ---------------------------- | ----- | --- |
| 2007-08   | 4     | LEB Bronce | 8.º  | Cuartos final (8.º)/ Ascenso | 17-15 | 0-2 |
| 2008-09   | 3     | LEB Plata  | 3.º  | Cuartos final (6.º)          | 19-11 | 1-3 |
| 2009-10   | 3     | LEB Plata  | 4.º  | Semifinal (4.º)/ Ascenso     | 16-16 | 4-4 |
| 2010-11   | 2     | LEB Oro    | 8.º  | Cuartos final (8.º)          | 18-16 | 1-3 |
| 2011-12   | 2     | LEB Oro    | 3.º  | Semifinal (4.º)              | 21-13 | 3-4 |
| 2012-13   | 2     | LEB Oro    | 11.º | –                            | 10-16 | –   |
| 2013-14   | 2     | LEB Oro    | 14.º | [ 4 ]                        | 5-21  | –   |
| 2014-15   | 2     | LEB Oro    | 7.º  | Cuartos final (7.º)          | 15-13 | 0-2 |
| 2015-16   | 2     | LEB Oro    | 15.º | Descenso                     | 10-20 | –   |
| 2016-17   | 3     | LEB Plata  | 9.º  | Cuartos final (9.º)          | 15-15 | 0-3 |
| 2017-18   | 3     | LEB Plata  | 8.º  | Cuartos final (9.º)          | 15-15 | 2-3 |
| 2018-19   | 3     | LEB Plata  | 6.º  | –                            | 22-12 | –   |
| 2019-20   | 3     | LEB Plata  | 14.º | –                            | 11-14 | –   |
| 2020-21   | 3     | LEB Plata  | 8.º  | Octavos final (15.º)         | 13-13 | 0-2 |
| 2021-22   | 3     | LEB Plata  | 6.º  | Semifinal (5.º)              | 14-12 | 4-2 |
| 2022-23   | 3     | LEB Plata  | 4.º  | Semifinal (6.º)              | 16-10 | 3-3 |